# Яковлев, Сергей Сергеевич (врач)
Сергей Сергеевич Яковлев (10 [22] сентября 1855, Санкт-Петербург — 1933) — русский и советский врач-дерматовенеролог, доктор медицины, профессор.

## Биография
Родился 10 (22) сентября 1855 года в Санкт-Петербурге.
В 1879 году окончил Санкт-Петербургскую медико-хирургическую академию. В 1884 году работал ординатором, затем ассистентом профессора В. М. Тарновского .
В 1892 года защитил докторскую диссертацию на тему «Материалы к азотистому метаморфозу сифилитиков в период высыпки».
С 1900 года — приват-доцент Медико-хирургической академии, читал курс «Гонорея и её осложнения».
С 1908 года работал профессором кафедры кожных и венерических болезней в Новороссийском университете.
В 1909 году — среди учредителей Новороссийских высших медицинских женских курсов, на которых преподавал до слияния курсов в 1920 году с медицинским институтом.
В течение 1915—1920 годов штат кафедры расширялся: ассистентом работал В. И. Никифоров, ординаторами А. Г. Гаврилова, В. А. Гринчевский, С. Д. Захаров, К. П. Колышкина, А. Н. Павлов, А. И. Хаджи, Ш. З. Юхневич.
В 1927 году по его инициативе организован Одесский городской кожно-венерологический диспансер на 50 коек.
Является автором более 30 научных трудов. Первым обратил внимание врачей на значении хронического простатита при лечении гонореи.
Первым в царской России обобщил результаты своих исследований по применению сальварсана при лечении сифилиса.
Особое внимание обращал на исследования на кафедре особенностей течения сифилиса (ученики И. С. Нейман, В. И. Никифоров), казуистике и терапии некоторых кожных заболеваний.
Входил в состав редакционной коллегии журнала «Русский вестник дерматологии». Был редактором отдела кожных и венерических болезней «Большой медицинской энциклопедии».
Двадцать лет был председателем Одесского дерматологического общества. Был действительным членом Московского дерматологического общества и Ленинградского венерологического общества.
Умер в 1933 году.